# Iglicovke
Iglicovke (lat. Geraniaceae nom. cons.), biljna porodica u redu iglicolike (Geraniales). Ime je dobila po rodu iglica (Geranium), a ostali rodovi su čapljan,  čapljika ili čapljina (Erodium), Hypseocharis, Monsonia i 	pelargonija ili žeravac (Pelargonium)

## Rodovi
1. Familia Geraniaceae Juss. (768 spp.)
  1. Hypseocharis J. Rémy (6 spp.)
  2. Pelargonium L´Hér. (299 spp.)
  3. Monsonia L. (40 spp.)
  4. Geranium L. (314 spp.)
  5. California Aldasoro, C. Navarro, P. Vargas, L. Sáez & Aedo (1 sp.)
  6. Erodium L´Hér. (108 spp.)

## Vrste u Hrvatskoj
U Hrvatskoj raste tridesetak vrsta biljaka koje pripadaju ovoj porodici, to su:
1. Erodium acaule (L.) Becherer et Thell.
2. Erodium chium (L.) Willd.
3. Erodium ciconium (L.) Ľ Hér. dugokljuni čapljan
4. Erodium cicutarium (L.) Ľ Hér. kratkokljuni čapljan
5. Erodium cicutarium (L.) Ľ Hér. ssp. cicutarium
6. Erodium malacoides (L.) Ľ Hér. pužasti čapljan
7. Erodium moschatum (L.) Ľ Hér. Kljunača
8. Geranium bohemicum L. česka iglica
9. Geranium cinereum Cav.
10. Geranium cinereum Cav. ssp. subcaulescens (Ľ Hér. ex DC.) Hayek
11. Geranium columbinum L. golubinja noga, golublja iglica
12. Geranium dalmaticum (Beck) Rech. f. dalmatinska iglica   kritično ugrožena
13. Geranium dissectum L. rascjepkana iglica
14. Geranium divaricatum Ehrh. raskrečena iglica
15. Geranium lucidum L. sjajna iglica
16. Geranium macrorrhizum L. stjenarska iglica
17. Geranium molle L. mekana iglica
18. Geranium molle L. ssp. brutium (Gasparr.) Graebn.
19. Geranium molle L. ssp. molle
20. Geranium nodosum L. čvorasta iglica
21. Geranium palustre L. močvarna iglica   DD
22. Geranium phaeum L. smeđa iglica
23. Geranium pratense L. dolinska iglica    DD
24. Geranium purpureum Vill. purpurna iglica
25. Geranium pusillum Burm. f. mala iglica
26. Geranium pyrenaicum Burm. f. pirenejska iglica
27. Geranium robertianum L. smrdljiva iglica
28. Geranium rotundifolium L. okruglolisna iglica
29. Geranium sanguineum L. crvena iglica
30. Geranium sylvaticum L. šumska iglica
31. Geranium sylvaticum L. ssp. sylvaticum
32. Geranium tuberosum L. ždralica gomoljasta
33. Geranium tuberosum L. ssp. tuberosum
34. Pelargonium peltatum (L.) Ľ Hér.
35. Pelargonium x hybridum (L.) Ľ Hér.
36. Pelargonium zonale (L.) Aiton

## Vanjske poveznice
|  | Zajednički poslužitelj ima još gradiva o temi Geraniaceae |
|  | Wikivrste imaju podatke o taksonu Geraniaceae             |